# Унгерн, Рейнгольд фон
Рейнгольд фон Унгерн (нем. Reinhold von Ungern; ум. 1543) — немецкий рыцарь и государственный деятель Эзель-Викского епископства. Брат барона Юргена фон Унгерна.

## Биография
Рейнгольд фон Унгерн владел мызой Паливере. В 1530-х годах Рейнгольд поддерживал политику своего брата, поэтому выступал против епископа Рейнгольда фон Буксгевдена. В 1526—1527, 1530—1532 и 1534 годах был викским штифтфогтом (епархиальным фогтом). Однако в 1535 году, после взятия замка Вигала Буксгевденом, Рейнгольд попал в плен и был освобождён только в 1541 году. 
Он также упоминается в 1543 и в 1544 году. Вероятно, был еще жив в 1548 году, есть документ того года, в котором упоминается, что он с тех пор умер.